# Верзилов, Николай Игнатьевич
Николай Игнатьевич Верзилов (род. 1938, Магнитогорск) — заслуженный тренер Украины, мастер спорта СССР.

## Биография
Николай Верзилов родился в 1938 году в Магнитогорске. В 1961 году окончил Ленинградский техникум физической культуры и спорта (ЛТФКиС). Николай Верзилов становился призером открытых чемпионатов Латвии, Волгограда, Московского ВО.
На первенстве Волгограда в 1964 году Николай Верзилов занял третье место. На соревнованиях выступали боксеры из 12 областей Российской Федерации и боксеры четырех союзных республик. На соревнованиях в городе Наро-Фоминске Николай Верзилов победил мастера спорта Шарова, приехавшего из Москвы. Николай Верзилов становился вторым призером открытого первенства Московского военного округа. На соревнованиях в Риге Николай Верзилов смог победить боксеров из Смоленска и Волгограда, выполнил норматив мастера спорта и стал вторым призером открытого первенства Латвийской ССР.
Одерживал победу и становился призером чемпионатов ЦС «Трудовых резервов».
В 1965 году стал тренером спортивного общества в Донецке. По словам магнитогорского спортсмена Виктора Семеновича Лукашука, он перестал проигрывать в боксе после того, как постоял в парах с Николаем Верзиловым. Тот научил его, как правильно боксировать и чувствовать спорт.
Он — первый тренер первого украинского чемпиона Европы по боксу Владислава Засыпко. Проживает в Магнитогорске.
Скончался в в 2007 году. Похоронен на Трудовском кладбище в Петровском районе города Донецка рядом со своими женой и дочерью.